# Fremantle (företag)
Fremantle, tidigare FremantleMedia, är en avdelning under massmediekoncernen RTL Group, som utvecklar och producerar TV-program.
De har utvecklat programformat som Idols (Idol) och Farmer Wants A Wife (Bonde söker fru).